# MSC World America
MSC World America — строящееся второе круизное судно класса World итальянской компании MSC Cruises. Класс судна является вторым в мире по размерам круизных лайнеров (после судов проекта Icon компании Royal Caribbean). Третье в компании круизное судно на сжиженном природном газе (СПГ). Строится французской компанией STX France на верфи Chantiers de l’Atlantique в городе Сен-Назер. Флаг приписки — Мальта. Планируется начать рейсы 12 апреля 2025 года. Эксплуатация планируется у США в бассейне Карибского моря. Базовым портом планируется Майами.

## История
О создании четырёх судов класса World общей стоимостью 4,5 млрд евро и заключении контракта на первые два судна было объявлено в апреле 2016 года.
Название корабля MSC World America в честь Америки (как и всех кораблей класса по частям света) было объявлено 24 октября 2022 года на церемонии резки стали для корпуса.
Закладка корпуса и киля состоялась 31 мая 2023 года. Спуск на воду произошёл 7 апреля 2024 года.
9 апреля 2025 года в порту Майами с участием итальянской актрисы Софи Лорен планируется торжественная церемония морского крещения судна.
Регулярные круизы планируются в Карибском море с 12 апреля 2025 года, продажа на них началась в марте 2023 года.

## Характеристики
Судно имеет водоизмещение более 215 000 брутто-тонн, длину 333 метра, ширину 47 метров, высоту 68 метров. Вмещает 6774 (максимально до 6850) пассажиров в 2632 каютах, а также 2138 членов экипажа. Имеет максимальную скорость 22,7 узлов.
Судно имеет инверсивный корпус с обратной относительно традиционной наклонностью в форме буквы «G» и утюга носовой части для экономии топлива и лучшей волновой устойчивости. 22-палубное судно имеет ближе к корме двухкорпусную архитектуру в форме буквы «Y» с 104-метровым променадом под открытым небом, окружённым внутренними каютами с балконами. Также среди 40 тыс.кв.метров всех и 15 тыс.кв.метров открытых общественных пространств на судне имеются крытый променад со светодиодным потолком-«небом», панорамные лифты, театр, 2 концертных зала, аквапарк, сухая горка высотой 11 палуб, 6 бассейнов и 14 джакузи, спа-центр, семейный лунапарк с аттракционами, казино, 13 ресторанов и кафе, 20 баров и лаунджей, другие общественные места для развлечений, отдыха, спорта и шоппинга.
Судно имеет дизель-электроходную движительную систему финской компании Wärtsilä общей мощностью 80 МВт на сжиженном природном газе (СПГ) и твёрдооксидных топливных элементах (ТОТЭ), обеспечивающих 99%-ое снижение выбросов диоксида серы, 85%-ое снижение выбросов оксида азота, 20%-ое снижение выбросов диоксида углерода, 30%-ое снижение выбросов парниковых газов. Движение корабля осуществляется за счёт двух пятилопастных винтов, каждый из которых приводится в движение маршевым электродвигателем; также имеется семь, в том числе четыре передних и два кормовых, манёврово-рулевых двигателей.